# Collegio di Poole
Poole è un collegio elettorale inglese situato nel Dorset e rappresentato alla Camera dei comuni del parlamento del Regno Unito. Elegge un membro del parlamento con il sistema maggioritario a turno unico; l'attuale parlamentare è Neil Duncan-Jordan, eletto con il Partito Laburista nel 2024 ma sospeso dal partito nel luglio 2025 per non aver rispettato la disciplina di partito, opponendosi ai tagli al welfare e ai benefici previsti per le disabilità. Siede ora come Indipendente.

## Estensione

Il collegio di Poole dal 2010 al 2024

- 1950–1983: il Municipal Borough di Poole.
- 1983–1997: i ward del Borough di Poole di Broadstone, Canford Cliffs, Canford Heath, Creekmoor, Hamworthy, Harbour, Newtown, Oakdale, Parkstone e Penn Hill.
- 1997–2010: i ward del Borough di Poole di Bourne Valley, Canford Cliffs, Hamworthy, Harbour, Newtown, Oakdale, Parkstone e Penn Hill.
- 2010–2024: i ward del Borough di Poole di Branksome West, Canford Cliffs, Creekmoor, Hamworthy East, Hamworthy West, Newtown, Oakdale, Parkstone, Penn Hill e Poole Town.
- dal 2024: i ward del distretto di Bournemouth, Christchurch and Poole di Canford Cliffs; Creekmoor; Hamworthy; Newtown and Heatherlands; Oakdale; Parkstone; Penn Hill e Poole Town.[2]

## Membri del parlamento dal 1868
| Elezione | Elezione             | Deputato              | Partito               |
| -------- | -------------------- | --------------------- | --------------------- |
|          | 1868                 | Arthur Guest          | Conservatore          |
|          | 1874                 | Charles Waring        | Liberale              |
| 1874 (S) | Evelyn Ashley        |                       | Liberale              |
|          | 1880                 | Charles Schreiber     | Conservatore          |
| 1884 (S) | William James Harris |                       | Conservatore          |
|          | 1885                 | Collegio abolito      | Collegio abolito      |
|          | 1950                 | Collegio ri-istituito | Collegio ri-istituito |
|          | 1950                 | Mervyn Wheatley       | Conservatore          |
| 1951     | Richard Pilkington   |                       | Conservatore          |
| 1964     | Oscar Murton         |                       | Conservatore          |
| 1979     | John Ward            |                       | Conservatore          |
| 1997     | Robert Syms          |                       | Conservatore          |
|          | 2024                 | Neil Duncan-Jordan    | Laburista             |
|          | 2025                 | Neil Duncan-Jordan    | Indipendente          |

## Elezioni

### Elezioni negli anni 2020
| Partito                    | Partito                                           | Candidato                  | Risultati 4 luglio 2024 | Risultati 4 luglio 2024 |
| Partito                    | Partito                                           | Candidato                  | Voti                    | %                       |
| -------------------------- | ------------------------------------------------- | -------------------------- | ----------------------- | ----------------------- |
|                            | Laburista                                         | Neil Duncan-Jordan         | 14 168                  | 31,84                   |
|                            | Conservatore                                      | Robert Syms                | 14 150                  | 31,80                   |
|                            | Reform UK                                         | Andrei Dragotoniu          | 7 429                   | 16,70                   |
|                            | Lib Dem                                           | Oliver Walters             | 5 507                   | 12,38                   |
|                            | Verdi                                             | Sarah Ward                 | 2 218                   | 4,98                    |
|                            | Indipendente                                      | Joe Cronin                 | 698                     | 1,57                    |
|                            | UKIP                                              | Leanne Barnes              | 325                     | 0,73                    |
|                            |                                                   |                            |                         |                         |
| Iscritti                   | Iscritti                                          | Iscritti                   | 72 509                  | 100,00                  |
| ↳ Votanti (% su iscritti)  | ↳ Votanti (% su iscritti)                         | ↳ Votanti (% su iscritti)  | 44 495                  | 61,36                   |
| ↳ Astenuti (% su iscritti) | ↳ Astenuti (% su iscritti)                        | ↳ Astenuti (% su iscritti) | 28 014                  | 38,64                   |
|                            |                                                   |                            |                         |                         |
|                            | Esito: collegio passa da Conservatore a Laburista |                            |                         |                         |

### Elezioni negli anni 2010
| Partito                    | Partito                                   | Candidato                  | Risultati 12 dicembre 2019 | Risultati 12 dicembre 2019 |
| Partito                    | Partito                                   | Candidato                  | Voti                       | %                          |
| -------------------------- | ----------------------------------------- | -------------------------- | -------------------------- | -------------------------- |
|                            | Conservatore                              | Robert Syms                | 29 599                     | 58,67                      |
|                            | Laburista                                 | Sue Aitkenhead             | 10 483                     | 20,78                      |
|                            | Lib Dem                                   | Victoria Collins           | 7 819                      | 15,50                      |
|                            | Verdi                                     | Barry Harding-Rathbone     | 1 702                      | 3,37                       |
|                            | Indipendente                              | David Young                | 848                        | 1,68                       |
|                            |                                           |                            |                            |                            |
| Iscritti                   | Iscritti                                  | Iscritti                   | 73 975                     | 100,00                     |
| ↳ Votanti (% su iscritti)  | ↳ Votanti (% su iscritti)                 | ↳ Votanti (% su iscritti)  | 50 451                     | 68,20                      |
| ↳ Astenuti (% su iscritti) | ↳ Astenuti (% su iscritti)                | ↳ Astenuti (% su iscritti) | 23 524                     | 31,80                      |
|                            |                                           |                            |                            |                            |
|                            | Esito: collegio confermato a Conservatore |                            |                            |                            |

| Partito                    | Partito                                   | Candidato                  | Risultati 8 giugno 2017 | Risultati 8 giugno 2017 |
| Partito                    | Partito                                   | Candidato                  | Voti                    | %                       |
| -------------------------- | ----------------------------------------- | -------------------------- | ----------------------- | ----------------------- |
|                            | Conservatore                              | Robert Syms                | 28 888                  | 58,00                   |
|                            | Laburista                                 | Katie Taylor               | 14 679                  | 29,47                   |
|                            | Lib Dem                                   | Mike Plummer               | 4 433                   | 8,90                    |
|                            | Verdi                                     | Adrian Oliver              | 1 299                   | 2,61                    |
|                            | Demos Direct Initiative                   | Marty Caine                | 511                     | 1,03                    |
|                            |                                           |                            |                         |                         |
| Iscritti                   | Iscritti                                  | Iscritti                   | 73 851                  | 100,00                  |
| ↳ Votanti (% su iscritti)  | ↳ Votanti (% su iscritti)                 | ↳ Votanti (% su iscritti)  | 49 850                  | 67,50                   |
| ↳ Astenuti (% su iscritti) | ↳ Astenuti (% su iscritti)                | ↳ Astenuti (% su iscritti) | 24 001                  | 32,50                   |
|                            |                                           |                            |                         |                         |
|                            | Esito: collegio confermato a Conservatore |                            |                         |                         |

| Partito                    | Partito                                   | Candidato                  | Risultati 7 maggio 2015 | Risultati 7 maggio 2015 |
| Partito                    | Partito                                   | Candidato                  | Voti                    | %                       |
| -------------------------- | ----------------------------------------- | -------------------------- | ----------------------- | ----------------------- |
|                            | Conservatore                              | Robert Syms                | 23 745                  | 50,10                   |
|                            | UKIP                                      | David Young                | 7 956                   | 16,79                   |
|                            | Laburista                                 | Helen Rosser               | 6 102                   | 12,88                   |
|                            | Lib Dem                                   | Philip Eades               | 5 572                   | 11,76                   |
|                            | Verdi                                     | Adrian Oliver              | 2 198                   | 4,64                    |
|                            | The Party for Poole People Ltd            | Mark Howell                | 1 766                   | 3,73                    |
|                            | Indipendente                              | Ian Northover              | 54                      | 0,11                    |
|                            |                                           |                            |                         |                         |
| Iscritti                   | Iscritti                                  | Iscritti                   | 72 577                  | 100,00                  |
| ↳ Votanti (% su iscritti)  | ↳ Votanti (% su iscritti)                 | ↳ Votanti (% su iscritti)  | 47 393                  | 65,30                   |
| ↳ Astenuti (% su iscritti) | ↳ Astenuti (% su iscritti)                | ↳ Astenuti (% su iscritti) | 25 184                  | 34,70                   |
|                            |                                           |                            |                         |                         |
|                            | Esito: collegio confermato a Conservatore |                            |                         |                         |

| Partito                    | Partito                                   | Candidato                  | Risultati 6 maggio 2010 | Risultati 6 maggio 2010 |
| Partito                    | Partito                                   | Candidato                  | Voti                    | %                       |
| -------------------------- | ----------------------------------------- | -------------------------- | ----------------------- | ----------------------- |
|                            | Conservatore                              | Robert Syms                | 22 532                  | 47,50                   |
|                            | Lib Dem                                   | Phillip Eades              | 14 991                  | 31,60                   |
|                            | Laburista                                 | Jason Sanderson            | 6 041                   | 12,74                   |
|                            | UKIP                                      | Nick Wellstead             | 2 507                   | 5,29                    |
|                            | BNP                                       | David Holmes               | 1 188                   | 2,50                    |
|                            | Indipendente                              | Ian Northover              | 177                     | 0,37                    |
|                            |                                           |                            |                         |                         |
| Iscritti                   | Iscritti                                  | Iscritti                   | 64 626                  | 100,00                  |
| ↳ Votanti (% su iscritti)  | ↳ Votanti (% su iscritti)                 | ↳ Votanti (% su iscritti)  | 47 436                  | 73,40                   |
| ↳ Astenuti (% su iscritti) | ↳ Astenuti (% su iscritti)                | ↳ Astenuti (% su iscritti) | 17 190                  | 26,60                   |
|                            |                                           |                            |                         |                         |
|                            | Esito: collegio confermato a Conservatore |                            |                         |                         |

### Elezioni negli anni 2000
| Partito                    | Partito                                   | Candidato                  | Risultati 5 maggio 2005 | Risultati 5 maggio 2005 |
| Partito                    | Partito                                   | Candidato                  | Voti                    | %                       |
| -------------------------- | ----------------------------------------- | -------------------------- | ----------------------- | ----------------------- |
|                            | Conservatore                              | Robert Syms                | 17 571                  | 43,37                   |
|                            | Lib Dem                                   | Mike Plummer               | 11 583                  | 28,59                   |
|                            | Laburista                                 | Darren Brown               | 9 376                   | 23,14                   |
|                            | UKIP                                      | John Barnes                | 1 436                   | 3,54                    |
|                            | BNP                                       | Peter Pirnie               | 547                     | 1,35                    |
|                            |                                           |                            |                         |                         |
| Iscritti                   | Iscritti                                  | Iscritti                   | 64 204                  | 100,00                  |
| ↳ Votanti (% su iscritti)  | ↳ Votanti (% su iscritti)                 | ↳ Votanti (% su iscritti)  | 40 513                  | 63,10                   |
| ↳ Astenuti (% su iscritti) | ↳ Astenuti (% su iscritti)                | ↳ Astenuti (% su iscritti) | 23 691                  | 36,90                   |
|                            |                                           |                            |                         |                         |
|                            | Esito: collegio confermato a Conservatore |                            |                         |                         |

| Partito                    | Partito                                   | Candidato                  | Risultati 7 giugno 2001 | Risultati 7 giugno 2001 |
| Partito                    | Partito                                   | Candidato                  | Voti                    | %                       |
| -------------------------- | ----------------------------------------- | -------------------------- | ----------------------- | ----------------------- |
|                            | Conservatore                              | Robert Syms                | 17 710                  | 45,14                   |
|                            | Laburista                                 | David Watt                 | 10 544                  | 26,88                   |
|                            | Lib Dem                                   | Nick Westbrook             | 10 011                  | 25,52                   |
|                            | UKIP                                      | John Bass                  | 968                     | 2,47                    |
|                            |                                           |                            |                         |                         |
| Iscritti                   | Iscritti                                  | Iscritti                   | 64 634                  | 100,00                  |
| ↳ Votanti (% su iscritti)  | ↳ Votanti (% su iscritti)                 | ↳ Votanti (% su iscritti)  | 39 233                  | 60,70                   |
| ↳ Astenuti (% su iscritti) | ↳ Astenuti (% su iscritti)                | ↳ Astenuti (% su iscritti) | 25 401                  | 39,30                   |
|                            |                                           |                            |                         |                         |
|                            | Esito: collegio confermato a Conservatore |                            |                         |                         |

## Risultati dei referendum

### Referendum sulla permanenza del Regno Unito nell'Unione europea del 2016
|  | Collegio    | Lasciare UE % | Rimanere in UE % |
|  | ----------- | ------------- | ---------------- |
|  | Poole       | 56,9%         | 43,1%            |
|  | Inghilterra | 53,3%         | 46,7%            |
|  | Regno Unito | 51,9%         | 48,1%            |